# Estación Basavilbaso

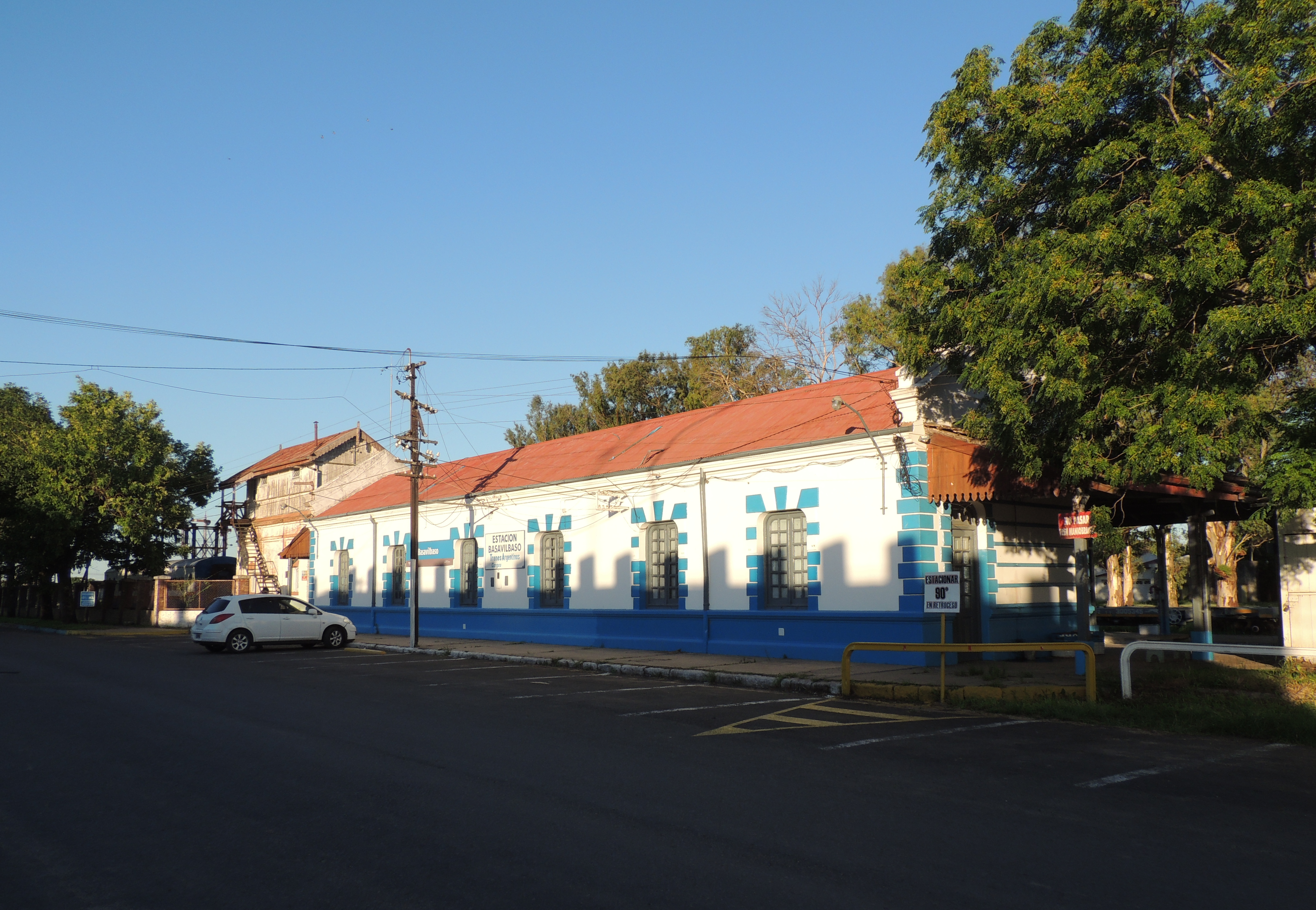
El frente de la estación

Estación Basavilbaso (antiguamente Estación Gobernador Basavilbaso) es una estación ferroviaria ubicada en la ciudad homónima, del departamento Uruguay en la provincia de Entre Ríos en Argentina.

## Ubicación e infraestructura
Está ubicada en el cruce de las rutas provinciales RP 20 y RP 39, a 300 km de Buenos Aires, a 200 km de Rosario y a 180 km de Paraná.

## Servicios
La estación corresponde al Ferrocarril General Urquiza de la red ferroviaria argentina.
No presta servicios de pasajeros. Por sus vías corren trenes cargueros de la empresa estatal Trenes Argentinos Cargas. Pertenece al Ferrocarril General Urquiza, en el ramal que une las estaciones de Zárate en la Provincia de Buenos Aires y Posadas en la Provincia de Misiones.

La estación tiene empalmes hacia Paraná (capital de la provincia de Entre Ríos) y Concepción del Uruguay.
En los tiempos de Ferrocarriles Argentinos fue una de las estaciones de mayor actividad de la línea Urquiza, pues por acá pasaban hasta 1993 los trenes que unían la cabecera porteña Federico Lacroze con Paraná ("Río Paraná"), Concordia ("Salto Grande"), Corrientes ("El Correntino"), Posadas ("El Gran Capitán") y Concepción del Uruguay.
En los años siguiente se reanudaron por un tiempo algunos servicios, como "El Gran Capitán", luego otra vez suspendido, y algunos trenes locales y regionales de la Provincia de Entre Ríos.

## Historia
La ciudad de Basavilbaso nació alrededor de la primera estación, que pertenecía por entonces al Ferrocarril Central Entrerriano en el ramal de Paraná a Concepción del Uruguay. El primer tren pasó el 30 de junio de 1887, fecha que se toma como fundacional de la localidad. 
El 23 de septiembre de 1890 fueron inaugurados los ramales desde Basavilbaso a Villaguay y de Basavilbaso a Gualeguaychú, construyéndose el empalme entre los dos ramales en Basavilbaso como dos triángulos con vértices al norte y al sur. El 1 de febrero de 1892 el Ferrocarril Central Entrerriano se transformó en el Ferrocarril Entre Ríos. El 1 de diciembre de 1909 cuando se habilitó el ramal entre Enrique Carbó y Parera se construyó en Basavilbaso el empalme de norte a sur para que circularan por allí trenes desde Buenos Aires. En 1921 se habilitó la nueva estación ubicada en la línea a Buenos Aires y se cerró la original, lo mismo que los dos empalmes del triángulo norte. Con el tiempo la nueva estación y sus talleres se transformaron en un importante nudo ferroviario.
En 1992 se cancelaron todos los servicios de pasajeros y la estación fue clausurada.
En 2004 la empresa Trenes Especiales Argentinos implementó un servicio de larga distancia entre estación Federico Lacroze y estación Posadas con parada en esta estación entre otras, reactivando así el servicio de pasajeros.
El 19 de diciembre de 2009 se realizó un viaje de prueba desde Paraná a Basavilbaso con la presencia del gobernador Sergio Urribarri. Fue la primera vez en 18 años que volvió a pasar el tren por esas vías.
El servicio Paraná-Concepción del Uruguay fue puesto en marcha el 28 de junio de 2010 con un coche motor Materfer que corría los días viernes de Paraná a Concepción del Uruguay y efectuaba el regreso los días domingos. El servicio pasaba por 24 localidades entrerrianas operado por la Unidad Ejecutora Ferroviaria de Entre Ríos.
En 2011 se revocó la concesión a esta empresa y se le concedió la operación a TBA, la cual mantuvo el servicio, aunque con reducciones en la calidad, hasta que el día veinticuatro de mayo de 2012. En 2016, todos los ramales de Entre Ríos fueron paralizados cancelándose los servicios locales de Paraná, la capital provincial, que fueron suspendidos en enero de 2016, el tren Paraná – Concepción del Uruguay, suspendido en febrero de ese año, y el servicio Basavilbaso – Villaguay, que dejó de circular en abril de 2016.